# Megaselia subcuneata
Megaselia subcuneata är en tvåvingeart som beskrevs av Borgmeier 1962. Megaselia subcuneata ingår i släktet Megaselia och familjen puckelflugor. Inga underarter finns listade i Catalogue of Life.